# Prospero Farinacci

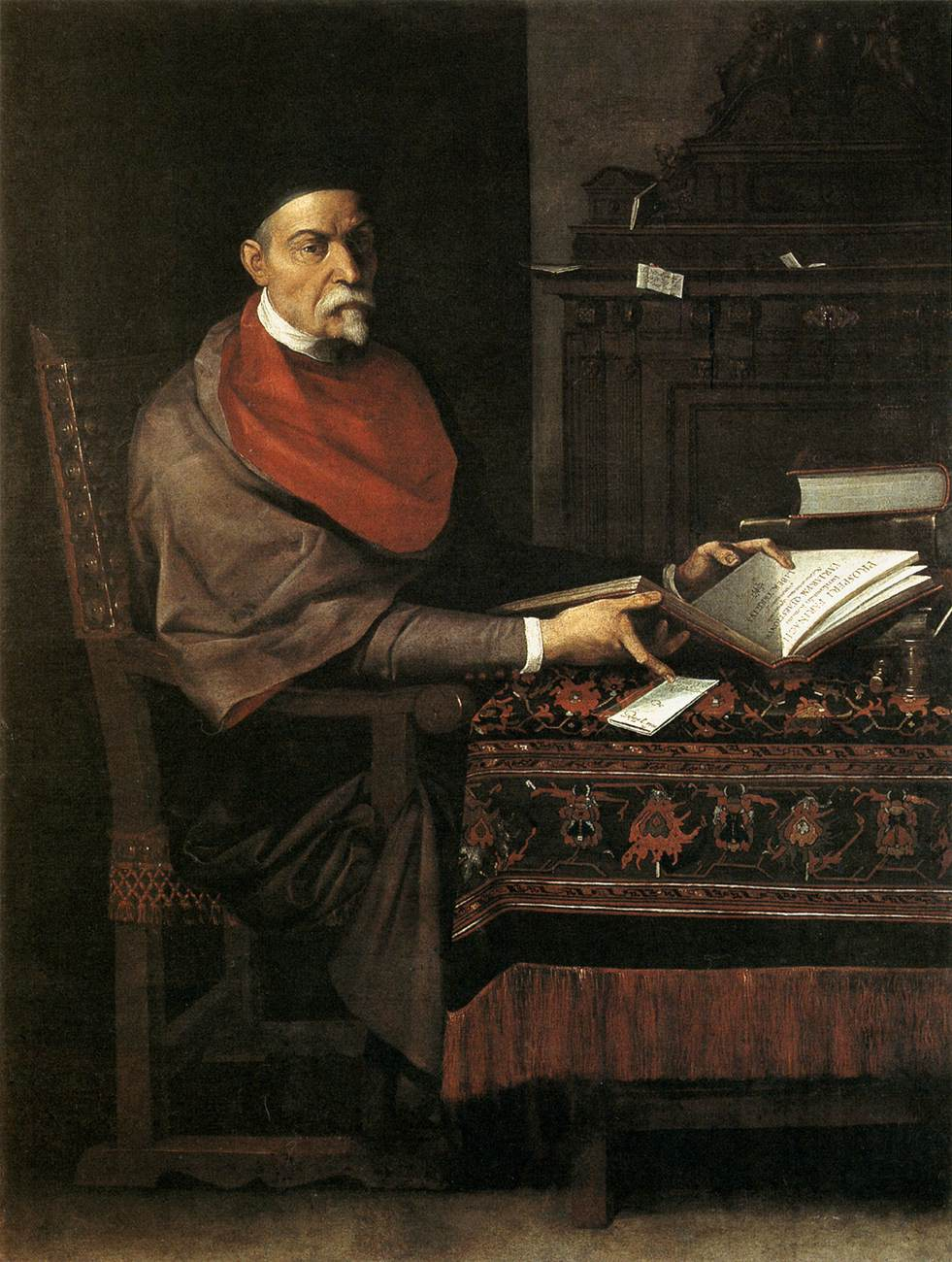
Porträt von Prospero Farinacci, gemalt in Öl von Giuseppe Cesari (1607)

Prospero Farinacci (* 1. November 1544; † 31. Dezember 1618) war ein in Rom wirkender Jurist, Anwalt und Richter der Renaissance. Seine Praxis et Theorica Criminalis („Praxis und Theorie des Strafrechts“) war der stärkste Einfluss auf das Strafrecht in Zivilrechtsländern bis zum Zeitalter der Aufklärung. Farinacci verteidigte Beatrice Cenci, die beschuldigt wurde, ihren Vater in dem berühmtesten Kriminalfall der Zeit getötet zu haben. Als Richter war er für seine harten Urteile bekannt.

## Leben
Als Sohn eines kapitolinischen Notars wurde Farinacci 1544 in Rom geboren. Er studierte Jura an der Universität La Sapienza in Rom und promovierte 1567 im jungen Alter von 23 Jahren. Prospero erwarb sich bald den Ruf eines fähigen Anwalts. 1567 wurde er Generalkommissar in den Diensten der Familie Orsini von Bracciano. Den Höhepunkt seiner beruflichen Laufbahn erreichte er unter Papst Clemens VIII. (1592–1605) als Päpstlicher Datario (der Beamte der Römischen Kurie, der Kandidaten für päpstliche Pfründe untersucht). Unter Papst Paul V. wurde er Giureconsulto e Procuratore Fiscale della Camera Apostolica (Beratender Jurist und Steueranwalt der Apostolischen Kammer).
Neben dieser Eminenz war er auch ein notorisch schwieriger Charakter mit einem recht wechselhaften Privatleben. 1570 wurde er wegen eines unbekannten Verbrechens inhaftiert. 1582 wurde ihm bei einem Straßenkampf ins Gesicht gestochen, was eine diagonale Narbe auf der linken Wange und ein blindes linkes Auge hinterließ. 1584 wurde er wegen des schweren Verbrechens des öffentlichen Waffentragens inhaftiert. Während er ein überzeugter Ankläger von „Sodomiten“ war, wurde er 1595 selbst der Sodomie mit Bernardino Rocchi, einem sechzehnjährigen Pagen im Palazzo Altemps, dem Haus seines Wohltäters, angeklagt. Er wurde von Papst Clemens VIII. von dem Verbrechen freigesprochen.
Farinacci war vielleicht am berühmtesten als Anwalt in dem skandalösen Prozess wegen Mordes, eigentlich Vatermordes, an Beatrice Cenci und ihren Verwandten (1599), der mit ihrer grausamen öffentlichen Enthauptung endete. Er spielte eine wichtige Rolle bei der Verteidigung, und obwohl er das Mädchen nicht retten konnte, überzeugte er den Papst, den jüngsten Bruder Bernardo überleben zu lassen, wobei er sowohl das junge Alter des Jungen als auch eine vorübergehende geistige Schwäche als mildernde Faktoren anführte.
1600 hatte Farinacci einen Sohn mit einer Prostituierten namens Cleria. Später trat Ludovico in den Klerus ein und wurde schließlich Alleinerbe seines Vaters. Prosperos Porträt von Giuseppe Cesari ist im Museo Nazionale di Castel Sant’Angelo zu finden.

## Werke

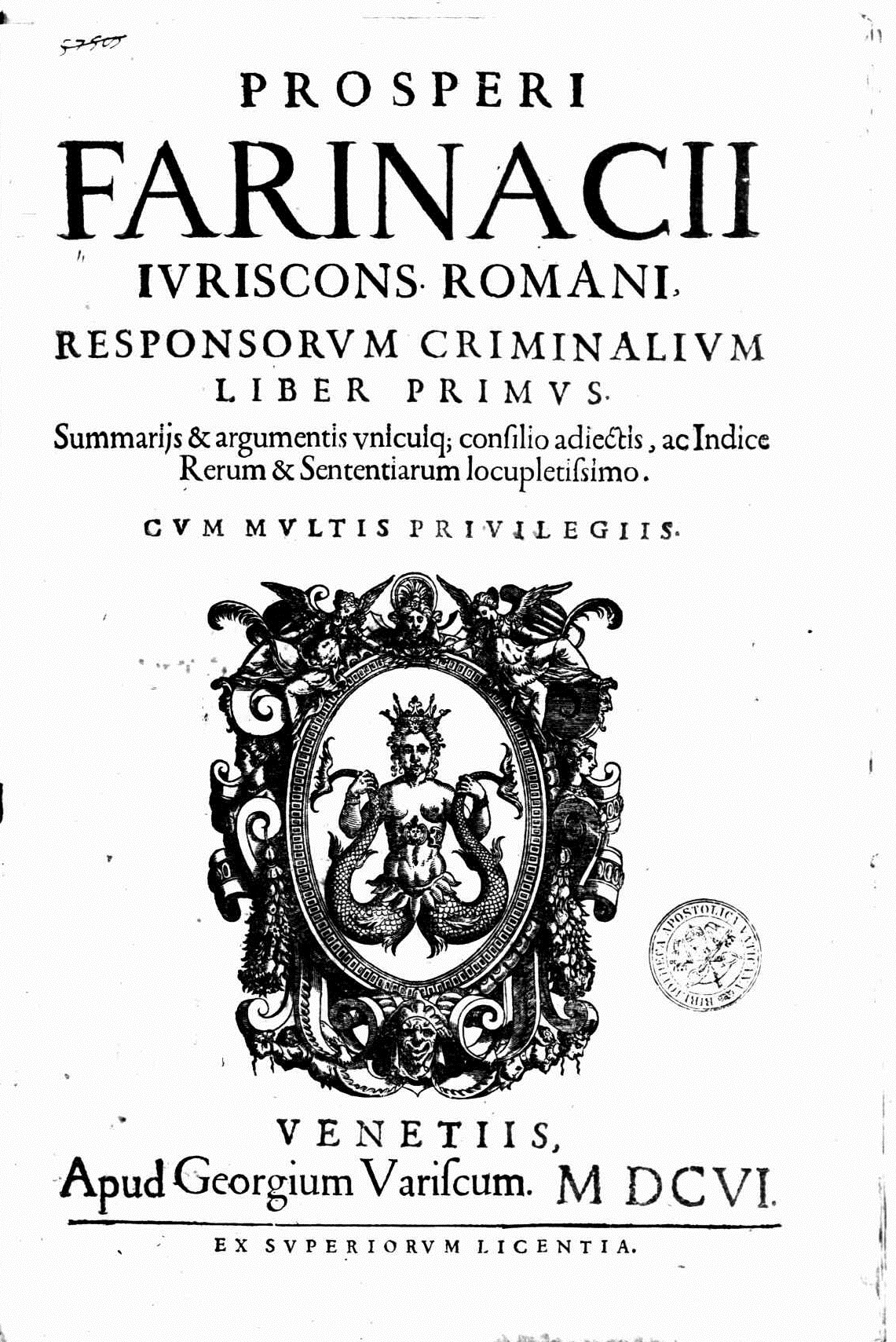
Responsa criminalia, 1606

- Praxis et theorica criminalis, 1594–1614.
- Responsa criminalia. Band 1. Giorgio Varisco, Venedig 1606 (Latein, Digitalisat).
- Responsa criminalia. Band 2. Rom 1615 (Latein, Digitalisat).
- Responsa criminalia. Band 3. Rom 1620 (Latein, Digitalisat).